# Зимницкая Слобода
Зимницкая Слобода — деревня в Дубровском районе Брянской области, в составе Рековичского сельского поселения. Расположена в 4 км к востоку от посёлка городского типа Дубровка. Население — 677 человек (2010).

## История
Упоминается с XVIII века; бывшее владение Мещерских, Озеровых, позднее Н. С. Волкова. Входила в приход села Рековичи. С 1899 работала церковно-приходская школа.
С 1861 по 1924 входила в Салынскую волость Брянского (с 1921 — Бежицкого) уезда; в 1924—1929 в Дубровской волости, с 1929 временно в Рогнединском районе, с 1930-х гг. в Дубровском районе. До 1954 — центр Зимницкослободского сельсовета, затем в Немерском, в 1959—1966 в Давыдченском сельсовете.